# União Democrática Nacional

Parteienlogo UDN

Die União Democrática Nacional (deutsch Nationale Demokratische Union; in deutschsprachigen Regionalstudien verkürzt auch Unionspartei genannt), kurz UDN, war eine konservative Partei in Brasilien, die zwischen 1945 und 1965 existierte. In dieser Zeit zählte sie zu den größten und bedeutendsten Parteien des Landes.

## Geschichte
Nach dem Ende des Estado Novo wurde in Brasilien die Gründung von politischen Parteien wieder zugelassen. Am 7. April 1945 formierte sich die UDN, welche konservative und wirtschaftsliberale Positionen vertrat. Innenpolitisch standen sie dem noch immer politisch aktiven Ex-Diktator Getúlio Vargas mit starker Ablehnung gegenüber und verfochten einen strikten Antikommunismus.
Die UDN unterstützte 1961 die Präsidentschaft Jânio Quadros’ und stellte die meisten Minister in dessen Kabinett, distanzierte sich jedoch kurz darauf von ihm. Die Parteiführung, die gute Beziehungen zum brasilianischen Militär unterhielt, unterstützte den Militärputsch 1964. Der Großteil der UDN-Mitglieder wechselte in die neugegründete Staatspartei Aliança Renovadora Nacional.